# Jean Victor Maleb
Jean Victor Maleb (7 luglio 1986) è un calciatore vanuatuano, attaccante dello Yatel.

## Carriera

### Club
Dopo aver esordito nello Shepherds United, passa ai neozelandesi dell'Otago United. Dal 2007 gioca con lo Yatel FC, nel Vanuatu Premia Divisen.

### Nazionale
Dal 2004 al 2007 ha raccolto varie presenze con la nazionale vanuatuana; complessivamente ha giocato 11 partite segnando 5 gol.